# César Huerta
César Saúl Huerta Valera (Guadalajara, 3 december 2000) is een Mexicaans voetballer die bij voorkeur als vleugelspeler speelt. Hij tekende in 2025 voor RSC Anderlecht. In 2023 debuteerde Huerta voor de Mexicaanse nationale ploeg.

## Clubcarrière
Huerta kreeg zijn jeugdopleiding  bij CD Guadalajara, waarvoor hij in 2018 debuteerde in de Mexicaanse competitie. Linksbuiten is zijn favoriete positie, maar hij trekt ook zijn streng op de rechterflank en als centrumspits.  Guadalajara leende hem verschillende malen  uit, achtereenvolgens aan Zacatepec, Morelia, Mazatlán en Tapatío. In 2022 diende hij een transferverzoek in en tekende hij een contract bij reeksgenoot Pumas UNAM. In drie jaar speelde de flankaanvaller er 87 wedstrijden, waarin hij twintig keer scoorde en vijftien assists gaf. 
Op 10 januari 2025 vertrok Huerta transfervrij naar RSC Anderlecht, waar hij een contract tot medio 2029 tekende. Negen dagen later maakte de vleugelaanvaller zijn debuut bij paars-wit met een invallersbeurt op KV Kortrijk en scoorde prompt de 0-2. Hij is de eerste speler met Mexicaanse nationaliteit in de geschiedenis van de Brusselse club. 

## Interlandcarrière
Op 9 september 2023 debuteerde Huerta voor Mexico in een oefeninterland tegen Australië (2–2). Hij viel in na een uur en maakte in de 83e minuut de gelijkmaker. In de zomer van 2024 was de flankaanvaller er bij op de Copa América, waar Mexico niet voorbij de groepsfase geraakte. In september en oktober dat jaar scoorde hij in vriendschappelijke interlands tegen Nieuw-Zeeland en de Verenigde Staten.